# Schlüsselsperre
Eine elektrische Schlüsselsperre ist eine Schalteinrichtung, mit der ein Schlüssel von eisenbahnsicherungstechnischen Handverschlüssen festgehalten und Schaltvorgänge davon, mittels einer sogenannten Schlüsselabhängigkeit, abhängig gemacht werden kann.

## Aufbau
Sie besteht aus einer Kombination eines Signalrelais und eines davon abhängigen mechanischen Schlosses in einem gemeinsamen Gehäuse. In Grundstellung ist der Schlüssel entfernt und das Schloss hält den Anker des Relais mechanisch in der angezogenen Lage fest. Das Schloss enthält ein Schließblech, das das Einführen eines Schlüssels mit der falschen Schlüsselform verhindert und eine mechanische Prüfeinrichtung, die das Einschließen eines Schlüssels mit der passenden Form, aber der falschen Bruchgruppe verhindert. Der passende Schlüssel lässt sich einführen und durch eine Rechtsdrehung um 90° einschließen. Beim Einschließen nimmt der Schlüsselbart die Schließeinrichtung mit. Bei 90°, Bart und Handgriff des Schlüssels stehen dann waagerecht, wird der Anker des Relais freigegeben und fällt ab. Damit wechseln die Kontakte ihre Stellung und gleichzeitig wird der Schlüssel arretiert. Entnommen werden kann er nur, wenn die Spule des Relais durch Spannung von außen erregt wird. Auf der Vorderseite der Schlüsselsperre gibt es herstellerabhängig eine Meldelampe oder ein Schauzeichen, welche anzeigen, dass der Schlüssel freigegeben ist und entnommen werden kann. Zum Anschalten des Relais nach der Freigabe drückt man eine Taste auf der Frontplatte. Erst dadurch wird der Strompfad über die Relaisspule geschlossen, der Anker zieht an und der Schlüssel lässt sich nach einer Linksdrehung um 90° entnehmen. Der Anker wird dabei wieder mechanisch abgestützt und die Grundstellung ist hergestellt.
Für den Störungsfall gibt es zusätzlich eine versiegelte Hilfstaste. Mit dieser lässt sich der Anker mechanisch andrücken und der Schlüssel entnehmen, wenn es elektrisch nicht möglich ist.
Dann kann mit dem Schlüssel das Stellelement (meist eine Weiche) entriegelt und umgestellt werden, der Schlüssel wird nun in dem Element verriegelt. Nur wenn das Stellelement sich wieder in der Grundstellung befindet, kann der Schlüssel aus seinem Schloss entnommen und wieder in der Schlüsselsperre verriegelt werden. Während der Schlüssel aus der Schlüsselsperre entnommen ist, verhindert das Stellwerk, dass das Stellelement von einem zweiten Fahrzeug benutzt wird.
Der Schlüssel wird somit zu einem Token, mit dem entweder das Stellelement verriegelt wird und für das Stellwerk nutzbar ist oder bei dem das Stellwerk die Kontrolle abgibt, um z. B. eine Anschlussfahrt aus dem Gleis über die umgestellte Weiche zu ermöglichen.

## Allgemein
Handweichen und andere handbediente zu sichernde Objekte werden mit Schlössern, sogenannte Handverschlüsse, ausgerüstet, zum Teil auch für jede Lage eins. Der Schlüssel kann nur in einer festgelegten Lage der Weiche entnommen und in die Schlüsselsperre gesteckt werden. Das Stellwerk kann mittels der Schlüsselsperre feststellen, ob der Schlüssel eingeschlossen ist und damit die Weichenlage bekannt ist. Wenn das der Fall ist, kann die gewünschte Fahrstraße eingestellt werden. Sobald allerdings die Fahrstraße festgelegt ist, würde das Umstellen der gesicherten Weiche eine Zuggefährdung bedeuten. Die Schlüsselsperre verhindert dies, indem sie die Entnahme des Schlüssels sperrt.
Es kann mit einem Schlüsselschalter auch eine gegenseitige Abhängigkeit sichergestellt werden, wie sie im Abschnitt Schlüsselsperre bei Fahrleitungsschaltern beschrieben ist.

## Schlüsselsperre bei Fahrleitungsschaltern
Vor allem bei Depot- und Anschlussgleisen, wo häufig die Fahrleitung abgeschaltet werden muss, werden ortsgebundene Erdungsstangen verwendet. Die Erdungsstange an und für sich ist in diesem Fall beweglich, jedoch fest mit der elektrischen Erde verbunden. Diese Erdungsstangen sind so gesichert, dass es nur einen gemeinsamen Schlüssel gibt. Dieser Schlüssel wird zum einen zum Betätigen des Hörnerschalters (Regelbauform eines Fahrleitungsschalter), also zum Ein- und Ausschalten der Fahrleitung, verwendet und kann nur abgezogen werden, wenn die Fahrleitung ausgeschaltet ist. Ohne Schlüssel kann der Hörnerschalter dann nicht mehr betätigt werden. Mit demselben Schlüssel kann die Erdungsstange aus ihrer Halterung herausgenommen werden, wobei hier der Schlüssel blockiert wird, wenn sich keine Erdungsstange in der Halterung befindet (dafür ist an der Erdungsstange in der Regel ein codiertes Lochblech vorhanden, welches ein Einschließen einer falschen Erdungsstange verhindert). Dadurch ist eine einfache aber wirkungsvolle gegenseitige Abhängigkeit zwischen ausgeschalteten Hörnerschalter und aufgehängter Erdungsstange geschaffen. Zusätzlich kann an der Erdungsstange ein zweiter Schlüssel (Sicherungsschlüssel) gesichert sein. Dieser dient vor allem der Arbeitssicherheit, da er nur abgezogen werden kann, wenn die Erdungsstange sich außerhalb der Halterung befindet. Die beiden Schlüssel sind auch gegenseitig abhängig, so kann der Fahrleitungsschalterschlüssel nur abgezogen werden, wenn der Sicherungsschlüssel steckt. Solange also der Verantwortliche den Sicherungsschlüssel bei sich behält, kann die Fahrleitung nicht eingeschaltet werden. Er darf den Sicherungsschlüssel erst wieder herausgeben, wenn er sich vergewissert hat, dass die Fahrleitung eingeschaltet werden darf. In Werkstätten können so auch Leitern und Hebebühnen gesichert sein, mit denen ein lebensgefährliches Annähern an eine eingeschaltete Fahrleitung möglich wäre. In diesem Fall kann es bei der Halterung der Erdungsstange mehrere Schlüssel geben, die zum Einschalten der Fahrleitung alle vorhanden sein müssen.

## Anwendung
- In Stellwerken, bei denen Weichen per Hand gestellt werden, aber mittels Schlüsselsperren oder einem Schlüsselwerk gesichert sind
- Anschlussstellen (Anst/Awanst): Das Anschlussgleis ist mittels Gleissperre gesichert. Vor der Bedienfahrt fordert der Rangierer im Stellwerk die Freigabe des Schlüssels aus der Schlüsselsperre an, öffnet die Gleissperre und stellt die folgeabhängige Weiche.
- Als Adapter vom Schlüsselwerk zum Relaisstellwerk: die Weichen werden durch ein Schlüsselwerk gesichert. Der Fahrstraßenschlüssel wird dabei nicht genutzt, um das Signal stellen zu können, sondern in eine Schlüsselsperre eingeschlossen, um damit die Fahrstraße im elektrischen Stellwerk festzulegen. Die (Licht-)Signale werden dann vom Relaisstellwerk bedient.